# St. Johannes Baptist (Kertsch)

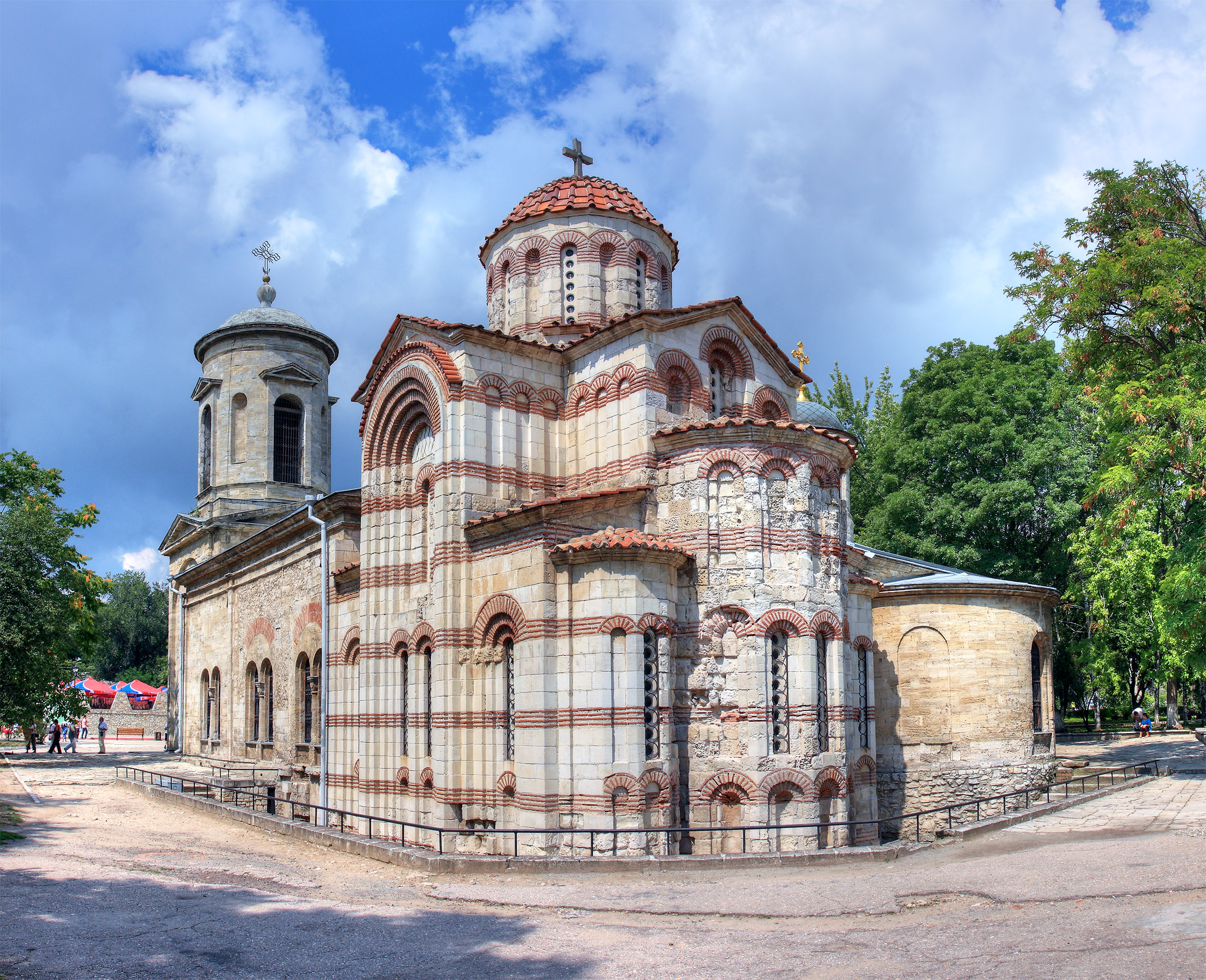
Die Kirche St. Johannes Baptist in Kertsch

Die im Kern byzantinische Kirche St. Johannes Baptist (russisch Храм Святого Иоанна Предтечи) ist ein russisch-orthodoxes Gotteshaus in Kertsch auf der Krim.

## Geschichte
St. Johannes Baptist wurde zwischen dem 8. und 9. Jahrhundert an der Stelle einer älteren frühchristlichen Basilika als byzantinische Kreuzkuppelkirche errichtet. 1845 wurde die Kirche nach Westen verlängert und dem Gebäude ein klassizistischer Glockenturm vorgesetzt. An der Nordseite wurde eine Eingangshalle angefügt. St. Johannes Baptist gilt als das älteste erhaltene Kirchengebäude des mittelalterlichen Russlands.